# مركز كوريا للحاسوب
مركز كوريا للحاسوب (KCC) هو مركز أبحاث كوري شمالي تابع للحكومة. تم تأسيس المركز في 24 أكتوبر 1990. يشغل مركز كوريا للحواسيب حوالي 1,000 عامل، يدير المركز نطاق المستوى الأعلى الخاص بكوريا الشمالية. .kp
يدير مركز كوريا للحاسوب ثمانية مراكز تطوير وانتاج، بالإضافة الي أحد عشر مركز ابحاث محلى. يدير المركز أيضا كلية تكنولوجيا المعلومات بكوريا والمعهد البحثي التابع للكلية. لدى المركز فروع خارج كوريا في الصين وألمانيا وسوريا والإمارات العربية المتحدة. يركز المركز علي الابحاث الخاصة بلينكس، وبناءا علي ذلك اصدر المركز أول توزيعة لينكس خاصة بكوريا الشمالية تسمى ريد ستار او اس التي تم توطينها لتناسب الداخل الكوري.

يعتبر المركز جزء من كيان سياسي ضخم وليس مجرد مركز تطوير تكنولوجي في حد ذاته. انه حالة تكنولوجية ومحاولة لمواكبة الحداثة في العالم الذي يري كوريا علي انها متخلفة بشكل كبير عن باقي العالم، حتي مع الحالة العامة لكوريا الشمالية. علي سبيل المثال، تم تسجيل نطاق المستوي الأعلي الخاص بكوريا .kp في عام 2007, لكن لم يخطط المركز لمدة ثلاثة سنوات بعدها لتشغيل هذا النطاق علي الرغم من الدعم الأوروبي لتشغيله، لا يزال المركز لم ينفذ الأعمال الخاصة ببنية النطاق التحتية وتشغيله، الأمر الذي كان يعد من أهداف الحكومة الكورية لسنوات عديدة مضت.
في حين أن المركز يعمل بشكل اساسي علي مشاريع داخل كوريا الشمالية، الي أنها أيضا قد نفذت أعمال لعملاء من اوروبا والصين والشرق الاوسط منذ العام 2001.
يشغل المركز بوابة الويب الرسمية الخاصة بكوريا وتسمي ناينارا.

## المنتجات
- محرك البحث، «سامهيوغ»
- متصفح كوريا الشمالية، «ناينارا»
- لعبة الفيديو، «شوسون جانغ جي»
- إنترنت كوريا القومي، «كوانغميونغ»
- برنامج كوريا للدراسات الغذائية، «شوسون ريو لى»
- برنامج لأساليب الإدخال الخاصة باللغة الكورية، «هانا»
- «كوريو», برمجية للترجمة من الكورية للإنجليزية والعكس باستخدام الاوراق التفاعلية الذكية
- برمجية التعرف علي المتكلم أو الصوت الناطق بالكورية، «نانبورا»
- توزيعة لينكس كورية، «ريد ستار أو إس»
- نظام مهاتفة فيديوية، «سايبرفريند»
- نظام التعلم عن بعد، «سايبرستار»
- نظام غو، «سيلفر ستار بادوك»
- مشغل وسائط، «اتش ام اس بلاير»
- سامجيون تابلت